# Раненый кирасир, покидающий поле боя
«Раненый кирасир, покидающий поле боя» — картина французского художника Теодора Жерико, созданная им в 1814 году.

## История создания
На Салоне 1812 года Теодор Жерико представил картину «Портрет лейтенанта М. Д.» (позднее она получила наименование «Офицер конных егерей императорской гвардии, идущий в атаку»). Полотно было замечено критиками и удостоилось похвал М.-Б. Бутара, Ж. Дюрдана, Ш.-П. Ландора и самого главы французской классической школы Давида. Видимо, успешный приём этой картины заставил Жерико обратиться к теме военной истории современной Франции. Однако он, в отличие от знаменитых мастеров, не писал грандиозные батальные сцены или торжественные парады, к тому же Жерико не был связан обязательствами, которые неизбежно налагает официальный заказ. Он работал над камерными портретами солдат и офицеров, представителей всех родов войск, набросками и эскизами из повседневной жизни военных, боевых эпизодов, а также знаковых событий, стремясь передать «дух времени», а не пафос наполеоновской эпохи. Жерико искал тему для большой композиции, сохранились его эскизы «Атака кавалерии» (битва при Ваграме), «Отступление из России», изображения польских офицеров, входивших в императорскую гвардию. Однако ни один из этих замыслов не был завершён, и для Салона 1814 года художник в короткий срок написал «Раненого кирасира…».

## Сюжет
Картина тесно связана с поисками темы для большой композиции. В так называемом Альбоме Зубалова (Париж, Лувр) на листах 12 и 13 уже появляются наброски будущей картины, разработка сюжета была продолжена в Чикагском альбоме (оборот листа 34). На сепии из парижского собрания Эме-Азам представлен сидящий задумавшийся солдат, а на её обороте — солдат с ребёнком на руках среди развалин. Развитие этой темы было продолжено в эскизе маслом (Париж, Лувр), но окончательную форму замысел Жерико обрёл в подготовительной композиции из Бруклинского музея. Для эскизов к картине Жерико позировал тот же человек, с которого он писал «Портрет офицера карабинеров» и «Портрет карабинера».
Кирасир, спешившись, спускается с холма, ведя под уздцы лошадь. Теряя силы, он тем не менее мыслями остаётся на поле боя: его лицо обращено к вершине холма. Тёмный колорит подчёркивает тревожное настроение, на горизонте видны всполохи огня.
Работа длилась не более двух-трёх недель, и полотно было выставлено в Салоне ещё не просохшим. Сюжет произведения вольно или невольно оказался созвучным реальным событиям: Салон 1814 года был открыт после падения Наполеона, когда в Париже стояли оккупационные войска.

## Салон 1814 года
В Салоне 1814 года эта композиция была выставлена в паре с «Портретом лейтенанта М. Д.», имеющим тот же формат. Картины Жерико были диссонирующим напоминанием об уходящей наполеоновской эпохе, выделяясь среди других произведений на нейтральные темы, старых работ (организаторы, учитывая политическую обстановку, дали участникам разрешение выставить их) или прославляющих династию Бурбонов. В прессе о работах Жерико на Салоне или совсем не упоминалось, или публиковались сдержанные отзывы.
«Раненый кирасир…» был одобрен критиками за сложный ритм, «сильную» кисть, но вместе с тем отмечалось излишнее увлечение тёмными красками (Жерико использовал битум, который впоследствии ещё более усилил черноту колорита, а часть красочного слоя и вовсе была разрушена). По мнению автора «Газетт де Франс», художник по сравнению с прошлым Салоном выступил слабее. «Прекрасное выражение идеи», но в форме «небрежного» наброска, с неверным рисунком, «черным и искажённым» колоритом. Лошадь, по мнению критика, была «чудовищна» и не вписалась в ансамбль. Ландон, ученик Давида, отмечал, что «Атакующий гусар» («Портрет лейтенанта М. Д.») более удачен, а надежды, которые подала первая успешная картина художника, не были реализованы. Он также критиковал рисунок Жерико, «исполненный тяжести и дисгармонии». Дюрдан говорил о «резкой» кисти, особенно проявившейся в изображении лошади, так что, чтобы получить правильное впечатление от картины, приходится отойти от неё в «пятьдесят раз» дальше обычного. Критик В. Г. из «Журналь де Пари» поражался манере исполнения, которая делала картину похожей на этюд или набросок, длинной фигуре кирасира и тому, что корпус лошади написан так, что похож на мозаику. Лишь обозреватель «Спектатёр» доброжелательно отнёсся к полотну, вопреки многим, он нашёл в ней «правильный рисунок» и хвалил «смелую виртуозную кисть».